# Cidariplura perfusca
Cidariplura perfusca là một loài bướm đêm trong họ Noctuidae.